# Pico Ø
Pico Ø (portugisisk: Ilha do Pico) er en ø i den centrale gruppe af det portugisiske Azorerne, kendt for sin vulkan af samme navn – Ponta do Pico, der er det højeste bjerg i Portugal, dermed også på Azorerne, og det højeste sted på den midtatlantiske ryg. I henhold til den portugisiske digter Raul Brandão omtales Pico Ø traditionelt som "Den Sorte Ø" (portugisisk: Ilha Preta), på grund af øens sorte vulkanske jord, der også er årsagen til de historiske vingårde, som muliggjorde øens udvikling.
Øen var hjemsted for en væsentlig hvalfangerindustri frem til 1980, da øens beliggenhed på den midtatlantiske ryg betyder dybt farvand i den umiddelbare nærhed. I dag kommer øens økonomiske indtægter fra turisme, skibsbyggeri og vinproduktion. Pico Øs vingårdslandskab har været et dedikeret UNESCO verdensarvsområde siden 2004 og byder på adskillige notable vine, der dyrkes kommercielt i Portugal og eksporteres.